# Coppa Latina 2008 (hockey su pista)
La Coppa Latina 2008 è stata la 24ª edizione dell'omonima competizione europea di hockey su pista riservata alle squadre nazionali. Il torneo ha avuto luogo dal 21 al 23 marzo 2008.
La vittoria finale è andata alla nazionale del Portogallo che si è aggiudicata il torneo per la dodicesima volta nella sua storia.

## Formula
La Coppa Latina 2008 vede la partecipazione delle nazionali Under-23 della Francia, dell'Italia, del Portogallo e della Spagna. La manifestazione fu organizzata con un girone all'italiana, con gare di sola andata di 3 giornate: erano assegnati tre punti per l'incontro vinto, un punto a testa per l'incontro pareggiato e zero la sconfitta. Al termine del torneo la squadra prima classificata venne proclamata vincitrice della coppa.

## Risultati
| Squadra    | Pt | G | V | N | P | GF | GS | DG  |
| ---------- | -- | - | - | - | - | -- | -- | --- |
| Portogallo | 9  | 3 | 3 | 0 | 0 | 9  | 4  | +5  |
| Spagna     | 4  | 3 | 1 | 1 | 1 | 9  | 4  | +5  |
| Italia     | 4  | 3 | 1 | 1 | 1 | 10 | 7  | +3  |
| Francia    | 0  | 3 | 0 | 0 | 3 | 3  | 16 | -13 |

| Coimbra 21 marzo 2008 | Italia | 3 – 4 | Portogallo |  |

| Coimbra 21 marzo 2008 | Spagna | 8 – 0 | Francia |  |

| Coimbra 22 marzo 2008 | Spagna | 1 – 1 | Italia |  |

| Coimbra 22 marzo 2008 | Portogallo | 2 – 1 | Francia |  |

| Coimbra 23 marzo 2008 | Francia | 2 – 6 | Italia |  |

| Coimbra 23 marzo 2008 | Spagna | 0 – 3 | Portogallo |  |